# 폴링 인 러브 (2019년 영화)
《폴링 인 러브》(영어: Falling Inn Love)은 2019년에 넷플릭스에서 방영한 미국의 영화이다.

## 출연
주연
- 크리스티니 밀리안
- 아담 데모스

출연
- 제프리 보우어 챕맨 - 딘 역
- 다니엘 워터슨 - 채드 역
- 루시 위그모어 - 올리브 플리거 역